# Parasetigena infuscata
Parasetigena infuscata là một loài ruồi trong họ Tachinidae.